# Ophthalmoblysis nitidisquama
Ophthalmoblysis nitidisquama là một loài bướm đêm trong họ Geometridae.